# Kassius Nelson
Pour les articles homonymes, voir Nelson.
Kassius Nelson, née le 24 juin 1997 à Islington (Londres), est une actrice britannique. Elle est notamment connue pour son rôle de Jade Albright dans le soap opéra Hollyoaks.

## Carrière
Elle a 18 ans lorsqu'elle a fait ses débuts à la télévision en interprétant Jade Albright dans le feuilleton Hollyoaks de Channel 4.
En 2021, elle fait ses débuts au cinéma lorsqu'elle est apparue dans le film britannique Last Night in Soho d'Edgar Wright puis enchaine sur la comédie Pirates (en) de Reggie Yates.
En 2024, elle est à l'affiche de la série télévisée de l'univers Univers DC, Dead Boy Detectives, sur Netflix.

## Filmographie

### Cinéma

#### Longs métrages
- 2013 : Lone Rivers de Jordan Foster : Heather
- 2021 : Last Night in Soho de Edgar Wright : Cami
- 2021 : Pirates (en) de Reggie Yates : Sophie

#### Courts métrages
- 2015 : Out of Body de Eddie Sternberg : Eimar
- 2019 : Bush de Nadia Fall : Frida
- 2022 : Re-Live de Lotus Hannon : Amy

### Télévision
- 2015–2017 : Hollyoaks : Jade Albright (106 épisodes)
- 2017 : Casualty : Chloé Robinson
- 2019 : Les Désastreuses Aventures des orphelins Baudelaire : Fiona (3 épisodes)
- 2020 : White Lines : Anna jeune (9 épisodes)
- 2023 : Grantchester : Sheila Delaney
- 2024 : Dead Boy Detectives : Crystal Palace